# Gabriel Mälesskircher

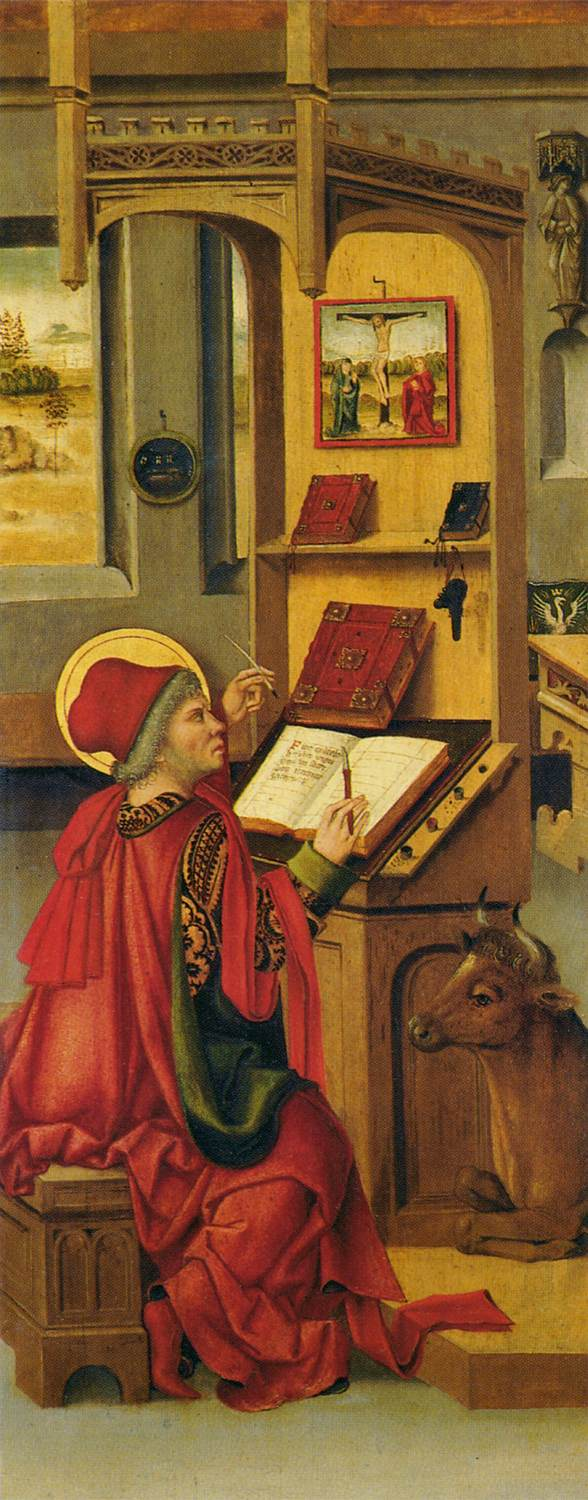
Gabriel Mälesskircher - Sant Lluc - WGA13896

Gabriel Mälesskircher   (dècada del 1430 - Múnic, 1495 (Gregorià)) o Mäleßkircher va ser un pintor alemany; actiu al sud de Baviera. Va ser representant de la Segona Escola de Pintura de Múnic.

## Vida i obra
Part del seu període d'aprenentatge podria haver estat als Països Baixos. Està documentat que va estar a Munic després de 1461. Va exercir diversos mandats com a cap del Gremi de Sant Lluc (gremi de pintors) i esdevingué membre de l'ajuntament el 1469. Va ser elegit Zweiter Bürgermeister (ajudant d'alcalde) el 1485. Aquest mateix any, va comprar el Schloss Kempfenhausen a Llac Starnberg. La Mäleßkircherstraße al districte de Daglfing de Múnic porta el seu nom.
Gran part del seu treball es va fer en nom de l'abadia de Tegernsee, perquè cap al 1450 es va casar amb Anna Ayrenschmalz, la germana del seu abat, Konrad Ayrenschmalz (mort el 1492). Tretze retaules creats per a l'abadia (ara en diversos museus) es consideren les seves obres més importants. Inclou escenes de la vida dels Quatre Evangelistes, ara al Museu Thyssen-Bornemisza de Madrid. També va treballar per a l'abadia de Raitenhaslach i l’abadia de Rottenbuch. El seu taller va ser molt productiu i, en un moment, va incloure Michael Wolgemut, de Nuremberg, que esdevindria el mestre d’Albrecht Dürer.
El 1470, els documents indiquen que va rebre un important encàrrec de Segimon de Wittelsbach, que es creu que havia estat per treballar a l'abadia de Fürstenfeld. Gran part de la seva obra principal de 1474 a 1479 es pot veure a la Palau de Schleissheim, el Bayerische Nationalmuseum i l'Alte Pinakothek.
Va morir a Múnic durant un brot de pesta. Després de la seva mort, el taller va passar al seu fill, Caspar, que l'estava explotant des del 1485 aproximadament, quan la salut del seu pare va començar a decaure.

## Escenes de les vides dels evangelistes (1478)

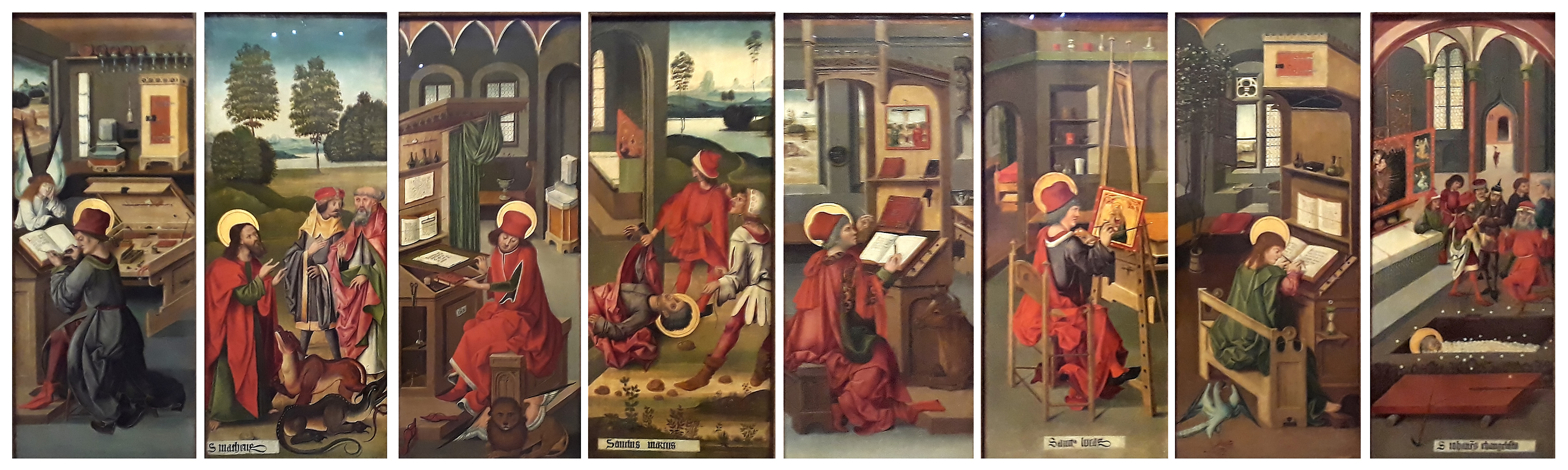
D'esquerra a dreta: St. Mateu, Sant Mateu domesticant els dracs, St. Marc, Martiri de Sant Marc, St. Lluc, Sant Lluc pintant la Mare de Déu,

 St. Joan, El miracle de les hosties a la tomba de Sant Joan